# Az ókori Róma tengeri hadereje
A hajóhad a Római Birodalom haderejében sosem játszott kiemelkedő szerepet, még a pun háborúkban sem, amelyek nagy része a tengeren folyt. A rómaiak itt sem tengerészeti taktikájukkal győztek, hanem azzal, hogy a tengeri harcot a szárazföldihez kívánták hasonlóvá tenni, ami sikerült is nekik.

## Általános áttekintés
A pun háborúk befejezte után, amikor már Hispania, Makedónia és Görögország, valamint Kis-Ázsia is a birodalom részávé vált, ismét lemondtak a rómaiak arról, hogy saját hajóhaduk legyen, megelégedtek azzal, hogy a szövetséges városok állítsanak ki számukra bizonyos számú hajót. Ez hátrányukra vált a Jugurtha és különösen a Mithridatész elleni hadjáratokban. Ezután új, nagy – 500 hajóból álló – tengeri hajóhadat építtetett Pompeius i. e. 67-ben a kalózok ellen, ez a had később a polgárháborúkban komoly szerepet játszott, előbb Julius Caesar, később Octavianus harcolt ellene. Utóbbi i. e. 37-ben Agrippa felügyelete alatt építtetett egy nagyobb, 300 hajóból álló hadat, amellyel előbb Sextus Pompeiust győzte le i. e. 36-ban Naulochosnál, majd az itt elfoglalt hajókkal kibővült flottával legyőzte i. e. 31-ben Actiumnál Antoniust. Octavianus, Sextus Pompeius és Antonius hajóhadának maradványai képezték a császárkori tengeri haderő magvát.
Görög mintára minden hajónak neve volt: Aesculapius, Aquila, Armata, Fides, Libertas, Minerva, Augustus, Danuvius, Rhenus, Taurus, Pax, Oceanus stb. A hajóhad legénysége úgy a köztársaság, mint a császárság alatt libertinusokból állt, csak Claudius kora után voltak köztük peregrinusok is. Huszonhat évig szolgáltak, s zsoldjuk a legkisebb volt az egész haderőben. Két nagy osztályba tartoztak: nautae (matrózok) és remiges (evezősök).
A két classis pratoria élén egy-egy praefectus classis parancsnokolt a császár helyetteseként, ezek helyettese egy-egy subpraefectus, akit épp úgy a császár nevezett ki, mint a többi hajóhad praefectusát. Mindezek lovagrendi férfiak voltak, akik előbb a szárazföldi hadseregben szolgáltak egyéb minőségben.
A többi tiszti állásra vonatkozóan nincsenek biztos értesüléseink. A magasabb rendű tisztek közé tartozott a stolarchus és az archigybernes, akikről a nevükön kívül semmi biztosat nem tudunk. Az egyes hajóraktárak vezetője: praepositus reliquationis classis. Az egyes hajók parancsnokai: trierarchi, nauarchi és centuriones. Utóbbiak helyzete, jelentősége bizonytalan. Az altisztek: principales, akiket szolgálati beosztásuk szerint éppúgy más-másképpen hívtak, mint a legénység többi tagjait.
A közlegény: miles ex classe, manipularis ex triere. A principales közt vannak: optio, armorum custos, gubernator, proreta (helyettes kormányos), hortator (evezősök felügyelője), nauphylax, signifer, cornicen, diaetarius (evezősök élelmezését felügyelő), symphoniacus (az evezőütemek jelzője), victimarius (áldozó), medicus és végül a különböző duplicarii és beneficarii. Az irodai és kezelési személyzethez tartoznak: scriba, librarius, tabellarius, dispensator. A mesteremberek közé: architecti, fabri, artifices, velarii, subunctores, coronarii.

## A tengeri haderő
A tengeri haderő a császárság különböző szakaszaiban a következő hajóhadakból állt:
Classis praetoria Misenensis, Augustus alapította, s még az egész 5. században megvolt.
Classis praetoria Ravennas vagy Ravennatium, szintén Augustus alapította. Meddig állt fenn, nem tudjuk, de az tény, hogy Ravenna kikötője a 6. század derekán már használhatatlan volt. Caracalla kora után császárnevekből alkotott mellékneveket viselt. Praetoria nevüket Vespasianustól kapták annak jelzésére, hogy a cohortes praetoriae analógiájára, a császár közvetlen parancsnoksága alá tartoztak. Miután a császári székhely Konstantinápoly lett, elvesztették e nevüket.
Classis Forojuliensis, Augustus alapította, de uralmát nem sokkal élte túl.
Classis Venetum in Aquileia, mint önálló hajóhad csak a 4. század legvégén vagy az 5. század legelején szerepel. Valószínű, hogy a ravennai hajóhadnak egy különítménye már korábban is állomásozott Aquileiában.
Classis Britannica, rendeltetése Britanniának a szárazfölddel való összeköttetés biztosítása volt. Feltehetőleg Claudius alapította 43-ban. Nagy szerepet játszott Agricola britanniai hadjáratában, valamint az egész 3. század folyamán, de a 4. században már nincs meg. Valószínűleg a classis Sambrica helyettesítette, amelynek fő állomása a Somme torkolatában volt.
Classis Pontica, Nero alatt lett a tengeri haderő tagja, Josephus Flavius szerint 40 hajóból állt 3000 emberrel. Fő állomása Trapezus volt. Feltehetőleg ennek a részei állomásoztak Domitianus korában Perinthusban, Caracalla alatt Küzikoszban.
Classis Carpathica, Rodosztól délnyugatra. 509-ben említik először.
Classis Syriaca (Στόλος Συριαχός), igen gyakran említik. Valószínűleg azonos azzal, amelyet később classis Seleucena néven találunk I. Valentinianus és Valens korában, s amely Seleuciában, Antiochia kikötőjében állomásozott.
Classis Augusta Alexandrina, egy 86-ban kelt diploma militare említi e néven. A Ptolemaioszok hajóhadából keletkezett, s főleg a gabonaszállítmányok biztosítása, később a szállítás lebonyolítása volt a feladata. Az utóbbi két hajóhadnak egy közös különítménye állomásozott a mauretania provinciai Caesareában Nero óta, a kalózok féken tartására.
Egyiptomi gabona-szállító hajóhad, az emlékek gyakran említik, ám neve nem ismert. Lényegében kereskedelmi hajókból állt, Itália-felé való útját biztosítandó, Commodus több mellékállomását szervezte útközben. Később feloszlatta, s helyébe szervezte a classis Africana Commodiana Hercueat.
Classis nova Lybica, Commodus szervezte. Valószínűleg Cyrenaicában állomásozott, s a partok védelme volt a feladata.

## A belső vizeken állomásozó hajóhadak
Classis Rhenana, a Rajnán. Alapítása valószínűleg az idősebb Drusus műve. Később classis Germanica néven szerepel, s egy része a Maas folyón teljesített szolgálatot. E néven a 4. században is megvolt. Domitianustól a pia fidelis Domitiana melléknevet kapta.
A Dunán a dunamelléki tartományok keletkezésével egyidős hajóhadnak kellett lennie. Kezdetben két fő részre oszlott: classis Pannonica és classis Moesica. Nem csupán a Dunán, hanem annak nagyobb mellékfolyóin is voltak kisebb állomásai, amelyek később önálló hajóhadakként szerepeltek. Ezek közül említendők:
1. Lauriacum (ma: Linz), Noricum
2. Arlape (ma: Pöchlarn), Noricum
3. Carnuntum (ma: Petronell), Pannonia
4. Mursa (ma: Eszék), Pannonia
5. Taurunum (ma: Zimony), Pannonia
6. Siscia (ma: Sisek), Pannonia
7. Servitium (ma: Gradiska), Pannonia
8. Sirmium (ma: Mitrovic), Pannonia
9. Viminacium (ma: Kosztolác, Moesia
10. Aegetae Traianus hídjánál
11. Ratiaria (ma: Arcer)
12. a Duna torkolatánál egy állomás, amelynek neve és helye ismeretlen.
Classis Euphratea,  4. században szerepel.
Classis Comensis, a Comói-tavon állomásozó kisebb flotilla.
Classis fluminis Rhodani, Viennae sive Arelati
Classis barcariorum Ebrudini Sapaudiae, a neunenburgi tavon.
Milites muscularii in Massilia, a „Musculus" itt rövid hajót jelent.
Classis Ararica Caballoduno, Chalon-sur-Saône
Classis Anderetianorum, a Szajna és az Oise összefolyásánál.
A classis Comensistól a classis Anderetianorumig terjedőket említi a Notitia Dignitatum is.